# Daniel Cerisey
Daniel Cerisey (* 21. Oktober 1948) ist ein ehemaliger französischer Skilangläufer.
Cerisey belegte bei den Nordischen Skiweltmeisterschaften 1970 in Štrbské Pleso den 49. Platz über 15 km und den 14. Platz mit der Staffel. Bei seiner einzigen Teilnahme an Olympischen Winterspielen im Februar 1972 in Sapporo kam er auf den 46. Platz über 15 km und auf den 45. Rang über 30 km.